# آکورد ماژور

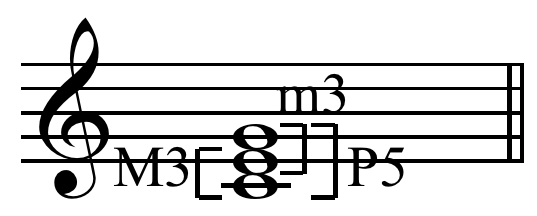
مثال: آکورد ماژور از نت دو متشکل از یک سوم بزرگ و سوم کوچک

آکورد ماژور (انگلیسی: Major chord) در تئوری موسیقی، آکوردی است متشکل از یک نت پایه، سوم بزرگ و پنجم درست. این آکورد سه‌صدایی را آکورد اصلی گام می‌نامند و در موسیقی کلاسیک، پاپ، راک و فولکلور به‌عنوان «آکورد ماژور» مورد استفاده قرار می‌گیرد. آکورد ماژور به همراه آکورد مینور، از پایه‌های اصلی موسیقی تنال در دوران قواعد مشترک شناخته می‌شود و دارای صدایی مطبوع و پایدار است و احتیاج به حل ندارد.

## تعریف
آکورد ماژور از روی هم قرار گرفتن یک سوم بزرگ (چهار نیم پرده) و یک سوم کوچک (سه نیم پرده) تشکیل می‌شود و فاصله آن با پایه آکورد، پنجم درست (هفت نیم پرده) است. یک آکورد مینور در تضاد با آکورد ماژور است اما در فاصلۀ «پنجم درست» مشترک هستند.
یک نمونه از آکورد ماژور، آکورد دو ماژور است که متشکل از نت‌های دو، می و سل است که با نماد: (Cmaj ،C یا CM) شناخته می‌شود. اجزا آکورد می‌تواند در وضعیت مختلفی استفاده شود بدون آنکه نقش آکورد تغییر کند. این تغییر را معکوس آکورد می‌نامند که در سه وضعیت: پایگی، معکوس اول و معکوس دوم قرار می‌گیرد.

آکورد دو ماژور در سه وضعیت: پایگی، معکوس اول و معکوس دوم

## آکوردهای ماژور
در این جدول آکوردهای ماژور از نت پایه، سوم و پنجم با نماد آنها نمایش داده می‌شود.
| آکورد        | نماد | پایه   | سوم بزرگ         | پنجم درست   |
| ------------ | ---- | ------ | ---------------- | ----------- |
| دو ماژور     | C    | دو     | می               | سل          |
| دو دیز ماژور | ♯C   | دو دیز | می دیز (فا)      | سل دیز      |
| ر بمل ماژور  | ♭D   | ر بمل  | فا               | لا بمل      |
| ر ماژور      | D    | ر      | فا دیز           | لا          |
| ر دیز ماژور  | ♯D   | ر دیز  | فا دوبل دیز (سل) | لا دیز      |
| می بمل ماژور | ♭E   | می بمل | سل               | سی بمل      |
| می ماژور     | E    | می     | سل دیز           | سی          |
| فا ماژور     | F    | فا     | لا               | دو          |
| فا دیز ماژور | ♯F   | فا دیز | لا دیز           | دو دیز      |
| سل بمل ماژور | ♭G   | سل بمل | سی بمل           | ر بمل       |
| سل ماژور     | G    | سل     | سی               | ر           |
| سل دیز ماژور | ♯G   | سل دیز | سی دیز (دو)      | ر دیز       |
| لا بمل ماژور | ♭A   | لا بمل | دو               | می بمل      |
| لا ماژور     | A    | لا     | دو دیز           | می          |
| لا دیز ماژور | ♯A   | لا دیز | دو دوبل دیز (ر)  | می دیز (فا) |
| سی بمل ماژور | ♭B   | سی بمل | ر                | فا          |
| سی ماژور     | B    | سی     | ر دیز            | فا دیز      |